# Centrale thermique de Bexbach
La centrale thermique de Bexbach est une centrale thermique de la Sarre, en Allemagne.